# Бронников, Андрей Андреевич
Андрей Андреевич Бронников (8 ноября 1951, Москва , РСФСР — 5 июля 2015, Москва, Российская Федерация) — советский и российский артист театра и кино, заслуженный артист Российской Федерации. 

## Биография
Родился в Москве в большой семье. С детства мечтал стать морским офицером.
В 1969 году поступил в Ярославское театральное училище.
В 1973—1974 годах работал в Пермском ТЮЗе, затем с 1974 по 1979 — в Горьковском Театре юного зрителя.
С 1979 г. — актер Московского ТЮЗа.
В 1985 г. окончил ГИТИС (экспериментальный курс Олега Табакова).
Много снимался в кино и на телевидении. Среди его работ роли в фильмах «Олигарх», «Сонька золотая ручка», «Пятый ангел», «Маленькие трагедии», «Свадьба», «Царь», «Небо в алмазах», «Внук Гагарина», сериалах «Ликвидация», «Возвращение Мухтара», «Врачебная тайна» и другие.
Его охотно приглашали в свои картины П.Лунгин, В.Пичул, М.Швейцер, В.Фокин, С.Урсуляк.

## Награды и звания
- 2008 — Заслуженный артист Российской Федерации.

## Театральные работы

### Московский ТЮЗ
- Сержант — «Я всегда улыбаюсь» Я. Сегель (режиссёр В. Тарасьянц, художественный руководитель постановки Ю. Е. Жигульский)
- Второй альгвасил — «Рюи Блаз» В. Гюго (постановка Ю. Е. Жигульского, режиссёр А. Санатин)
- «Весенний день 30 апреля» А. Зак, И. Кузнецов (режиссёр А. Великовский)
- Человек с бородой — «Нахалёнок» М. А. Шолохов (постановка Ю. Е. Жигульского)
- Андрей Болконский — «Наташа Ростова» Л. Н. Толстой, пьеса Д. Орлова по мотивам романа «Война и мир» (постановка Ю. Е. Жигульского)
- Борис — «Когда пойдёт снег» Д. Рубина (постановка С. Бульбы)
- Конвоир — «Остановите Малахова!» В. Аграновский (постановка Ю. Жигульского, режиссёр А. Литкенс)
- Царь Салтан — «Сказка о царе Салтане» А. С. Пушкин (сценический вариант м постановка Ю. Е. Жигульского, режиссёр А. Литкенс)
- Персонаж из оперы «Аида» — «Собачье сердце» М. А. Булгаков (постановка Г. Н. Яновской)
- Медведь — «Серебряное копытце» Е. Пермяк по сказке П. Бажова (постановка Е. Н. Васильева)
- Клавдио — «Много шума из ничего» В. Шекспир (постановка В. Н. Левертова)
- Силач-Бармалей — «Где ты, Фери?» И. Юхас (постановка В. Р. Беляковича)
- Большой Джон — «Эл-Би» С. Полякофф (постановка Н. Сухаревой)
- Музыкант — «Стеклянный зверинец» Т. Уильямс (постановка В. Н. Левертова)
- Мэфф Поттер — «Необычайные приключения Т. С. и Г. Ф. по Марку Твену» Г. Яновская (художественный руководитель постановки Г. Н. Яновская, режиссёр Р. Мовсесян)
- Вдова Дуглас — «Необычайные приключения Т. С. и Г. Ф. по Марку Твену» Г. Яновская (художественный руководитель постановки Г. Н. Яновская, режиссёр Р. Мовсесян)
- Эрл — Ноктюрн" А. Рапп (спектакль Камы Гинкаса)
- Принц Болталон — «Оловянные кольца» Т. Габбе (режиссёр А. Калинин, руководитель постановки Г. Н. Яновская)
- Мужик — «Повесть о том, как один мужик двух генералов прокормил» М. Е. Салтыков-Щедрин (режиссёр А. Дубровский)
- Поклонник — «Пушкин. Дуэль. Смерть.» К. Гинкас (спектакль Камы Гинкаса)
- Судья — «Свидетель обвинения» А. Кристи (постановка Г. Н. Яновской)
- Немецкий офицер — «Нашествие» Л. Леонов (постановка Ю. Е. Жигульского, режиссёр И. Л. Секирин)
- 1-й строитель — «Вся его жизнь» Е. Габрилович (постановка Ю. Е. Жигульского, режиссёр И. Л. Секирин)
- Аркадий Голиков — «Р. В. С.» Ю. Жигульский по произведениям А. Гайдара (постановка Ю. Е. Жигульского)
- Шницлер — «Казнь декабристов» спектакль Камы Гинкаса
- «Шоу-пародия — Гуд-бай, Америка!!!» (постановка Г. Н. Яновской)  [4]

## Фильмография
- 2015 — «Вдвоём на льдине», охранник
- 2015 — «Пасечник-2», Старые долги Макарыча | Фильм № 4, Клим, главарь банды
- 2013 — «Дело чести», отец Гоши
- 2012 — «Режим полного погружения», Петрович — главная роль
- 2012 — «В зоне риска» (1-я серия) — полковник Тихоненко, начальник тюрьмы
- 2011—2012 — «Земский доктор. Жизнь заново», Роберт Станиславович, скульптор
- 2011 — «Метод Лавровой», Леди и манекены | Фильм № 3, Ермилов, слесарь ЖЭКа
- 2010 — «Наша Russia. Яйца Судьбы», прохожий, знаток гастарбайтеров
- 2010 — «Крыса», отец Оксаны
- 2010 — «Журов-2», «Розовый заяц», Фильм 8, Ричард
- 2009 — «Царь» — монах Илидор
- 2009 — «Пелагия и белый бульдог» — Нерушайло, исправник
- 2009 — «Исаев» — полковник Бахнов
- 2009 — «Пароль не нужен», Часть 2
- 2009 — «Из жизни капитана Черняева» — Александр Дмитриевич Игнатьев
- 2009 — «Без суда и следствия», Фильм № 2
- 2008 — «Русская жертва» (документальный), эпизод
- 2008 — «Похождения нотариуса Неглинцева», Петрович
- 2008 — «Алиби для наследника», 11-я серия
- 2008 — «Победитель», наблюдатель
- 2008 — «Морской патруль», 4-я серия, эпизод
- 2008 — «Бородин. Возвращение генерала», Ероха, бандит
- 2007 — «Ликвидация», Константин Григорьевич Черноуцану, эксперт
- 2007 — «Внук космонавта», натурщик
- 2006 — "Тупой жирный заяц, Петр-Лесоруб
- 2006 — «Сонька — Золотая Ручка», эпизод (нет в титрах)
- 2006 — «Врачебная тайна», Гусь
- 2005 — «Тайная стража», Нестеров
- 2005 — «Пушкин. Дуэль. Смерть» (фильм-спектакль), поклонник
- 2005 — Дело о «Мёртвых душах» — отец Фома
- 2004—2013 — «Кулагин и партнёры» — эпизоды
- 2004 — «Чудеса в Решетове», униформист в цирке
- 2004 — «Полный вперёд!», Врубель, сосед Кокарева
- 2004 — «Великие авантюристы России» (документальный). Фильм «Сонька — Золотая Ручка»
- 2003 — «Пятый ангел», отец Тельнова
- 2003 — «Возвращение Мухтара-1», Сан Борисыч
- 2003 — «Черный вексель», 1 и 2 серии
- 2002 — «Олигарх» — милиционер в поезде
- 2002 — «ГАЗ — русские машины» (документальный)
- 2000 — «Свадьба», сторож в детском доме
- 1999 — «Небо в алмазах» — "Ферзь"
- 1982 — «Путешествие будет приятным», эпизод
- 1979 — «Маленькие трагедии», эпизод [5]